# Foczka mała
Foczka mała, foka Rossa (Ommatophoca rossii) – gatunek drapieżnego ssaka z rodziny fokowatych (Phocidae), najrzadsza z antarktycznych fok.

## Systematyka

### Taksonomia
Rodzaj i gatunek po raz pierwszy zgodnie z zasadami nazewnictwa binominalnego opisał w 1844 roku angielski zoolog John Edward Gray roku w książce pod redakcją Johna Richardsona The zoology of the voyage of the H.M.S. Erebus & Terror, under the command of Captain Sir James Clark Ross, during the years 1839 to 1843 i nadając im odpowiednio nazwy Ommatophoca i Ommatophoca rossii. Jako miejsce typowe Graywskazał Ocean Południowy, ograniczone przez G. E. H. Barrett-Hamiltona w 1902 roku do kry lodowej, na północ od Morza Rossa, (68°S 176°E/-68,000000 176,000000).
Autorzy Illustrated Checklist of the Mammals of the World uznają ten gatunek za monotypowy.

### Etymologia
- Ommatophoca: gr. ομμα omma, ομματος ommatos „oko” ; rodzaj Phoca Linnaeus, 1758 (foka)[9].
- rossii: kontradm. Sir James Clark Ross (1800–1862), Royal Navy, angielski polarnik, kolekcjoner[10][11].

## Zasięg występowania
Występuje w wodach okołobiegunowych Oceanu Południowego, szczególnie w Morzu Króla Haakona VII, zabłąkane osobniki spotykano u wybrzeży Wysp Heard i McDonalda i Australii. Wyróżniamy dwie grupy fok: północne i południowe.

## Morfologia
Długość ciała samic 190–250 cm, samców 170–210 cm; masa ciała samic 159–201 kg, samców 129–216 kg. Noworodki osiągają długość 105–120 cm i ciężar 17–27 kg.
Mają grubą, dość długą szyję, smukłe ciało i niewielką głowę. Ich ubarwienie jest szare na grzbiecie i po bokach oraz jaśniejsze od strony brzusznej. Często na ich ciele występują różne plamy, kropki. Futro jest krótkie i gęste. Młode po urodzeniu mają białe wełniaste futro, które po kilku tygodniach upodobnia się do futra osobników dorosłych.
Ich kończyny przekształcone są w płetwy. Podczas pływania posługują się generalnie tylnymi płetwami. Nie mają małżowin usznych. Mają dobrze rozwinięte gruczoły łojowe, posiadają także gruczoły potowe. Pod skórą właściwą mają grubą warstwę tkanki tłuszczowej. Mają krótkie wąsy czuciowe i słaby węch. Nieliczne brodawki smakowe na języku. Wątroba fok ma własności toksyczne.
Mają uproszczone i ujednolicone zęby inaczej niż drapieżniki lądowe. Potężne kły są charakterystyczne dla fok drapieżnych.
W kończynach na ostatnich paliczkach posiada błonę pławną zakończoną zredukowanymi pazurami.
Cechą charakterystyczną tego gatunku są bardzo duże, ciemne oczy.

## Ekologia
Foczka mała jest to najmniejsza foka występująca na Antarktydzie, raczej nie spotkamy jej poza tym rejonem, jest samotnikiem.
Trudno jest określić wielkość populacji, według globalnych szacunków liczy ona od 20000–50000 do 220000 osobników.
Żyją od 9 do nawet 20 lat.

### Pokarm
Żywi się głowonogami, rybami i krylem. Jedzą głównie kalmary, z mniejszymi ilościami ryb i bezkręgowców, w tym kryla.

### Środowisko
Przebywa na pływającym lodzie. Najprawdopodobniej preferują także miejsca gdzie występuje gruby pak lodowy.

### Tryb życia
Potrafi nurkować na długi czas (przeciętnie 20–30 minut) i na duże głębokości. Wydaje się być doskonale zaadaptowana do szybkiego pływania i manewrowania przy chwytaniu ośmiornic. Foki mają w swoim organizmie bardzo dużo krwi (aż 12% masy ciała, u człowieka jest to 7%). Pozwala to zmagazynować więcej tlenu. Nie chorują na chorobę kesonową, gdyż nurkują z małą ilością powietrza i nie oddychają pod wodą.
Na widok człowieka pozostają na brzuchu, odginają głowę do tyłu i wydają specyficzny dźwięk. Najprawdopodobniej zwierzęta te pod wodą komunikują się za pomocą głosu.
Amfitrytę lamparcią i orkę oceaniczną uważa się za drapieżników fok.

### Rozród
Zbierają się raz do roku, są wtedy bardzo towarzyskie i tworzą ogromne skupiska. Najpierw przybywają samce i walczą o terytorium, a następnie samice. Krótko po ich przybyciu następuje poród, a później kolejne zapłodnienie. Niektóre gatunki fok nie tworzą kolonii, żyją pojedynczo.
Rozmnażanie odbywa się na lądzie. Większość samic rodzi 1–2 młode. Okres karmienia trwa koło 1 roku. Mleko jest szczególnie bogate w tłuszcz, ma to wpływ na szybszy rozwój młodych.
Dojrzałość płciową osiągają w 3 roku życia lub później.

## Znaczenie w ochronie środowiska
Foczka mała chroniona jest na mocy Konwencji z 1972 r. o ochronie fok antarktycznych oraz na mocy Konwencji o zachowaniu żywych zasobów morskich Antarktyki. A także na mocy Traktatu Arktycznego.
W Czerwonej księdze gatunków zagrożonych Międzynarodowej Unii Ochrony Przyrody i Jej Zasobów został zaliczony do kategorii LC (ang. least concern „najmniejszej troski”)..

## Aktualne kierunki badań naukowych charakteryzowanego gatunku
Ponieważ foczka mała jest rzadko spotkanym gatunkiem, ciężko jest ustalić jej dokładną liczbę. Dlatego prowadzi się badania nad jej liczebnością i rozmieszczeniem. Jest też monitorowana pod względem trendów populacji. Bada się także co stanowi dla niej zagrożenie.